# Dicranoloma brachycarpum
Dicranoloma brachycarpum är en bladmossart som beskrevs av Brotherus 1928. Dicranoloma brachycarpum ingår i släktet Dicranoloma och familjen Dicranaceae. Inga underarter finns listade i Catalogue of Life.